# Bolette Bernild
Bolette Bernild (13. maj 1950 – 3. september 2007) var en dansk skuespiller, instruktør og manuskriptforfatter.
Bernild var medstifter af børneteatret Comedievognen, hvor hun ud over at være skuespiller også stod også for at tegne plakater. Senere kom hun til Danmarks Radios B&U-afdeling, hvor hun optrådte i en række børneprogrammer, bl.a. i Fredagsbio, hvor hun spillede Bulder og sammen med Jesper Klein i Den Blå Æske. Hun fik derefter smag for rollen som instruktør. Som sådan stod hun bl.a. bag Den lyserøde Sofa, der i 1991 indbragte hende en Unicef-pris, idet filmen blev kåret til verdens bedste småbørnsfilm. I sine sidste år skrev hun manuskripter til bl.a. tegnefilm.
Bernild var gift to gange, først med skuespiller Jan Ferslew og anden gang med musiker Philip Ryan.

## Filmografi
- Oviri (1986)